# Newberry (Floryda)
Newberry – miasto w Stanach Zjednoczonych, w stanie Floryda, w hrabstwie Alachua.